# Highland Lakes (Alabama)
Highland Lakes – jednostka osadnicza w Stanach Zjednoczonych, w stanie Alabama, w hrabstwie Shelby.